# Pawhuska
Pawhuska est une ville du comté d'Osage, dans l'Oklahoma, aux États-Unis. Pawhuska est d'ailleurs le siège du comté. Le film Un été à Osage County a été tourné à proximité de Pawhuska.

## Personnalités liées à la ville
- Larry Sellers

## Jumelage
Montauban (France)

## Source
- (en) Cet article est partiellement ou en totalité issu de l’article de Wikipédia en anglais intitulé « Pawhuska, Oklahoma » (voir la liste des auteurs).